# Parapallene longipes
Parapallene longipes is een zeespin uit de familie Callipallenidae. De soort behoort tot het geslacht Parapallene. Parapallene longipes werd in 1938 voor het eerst wetenschappelijk beschreven door Calman. 